# 청북읍
청북읍(靑北邑)은 대한민국 경기도 평택시에 설치된 읍이다.

## 개요
| 1914년 이전          | 1914년 이전                                       | 현재          | 현재   |
| 면                   | 리                                                | 구            | 동     |
| -------------------- | ------------------------------------------------- | ------------- | ------ |
| 양성군/수원군 감미면 | 감미동·고란평·발오곡                              | 평택시 청북읍 | 고렴리 |
| 양성군/수원군 감미면 | 후수리·전평·중평·후평·고잔리·대곡(+목진면 후평리) | 평택시 청북읍 | 고잔리 |
| 양성군/수원군 감미면 | 독개·삼계리                                       | 평택시 청북읍 | 삼계리 |
| 양성군/수원군 감미면 | 가마울·광승(+토진면 건의)                         | 평택시 청북읍 | 현곡리 |
| 수원군 수북면        | 백봉·조염동·벽동·평촌                             | 평택시 청북읍 | 백봉리 |
| 수원군 수북면        | 한산리·서신리                                     | 평택시 청북읍 | 한산리 |
| 수원군 토진면        | 판교동·강포리·한산리                              | 평택시 청북읍 | 한산리 |
| 수원군 토진면        | 어소리·고좌리 일부(+서신리면 구설창리·석우리)     | 평택시 청북읍 | 어소리 |
| 수원군 토진면        | 토진리·고좌리 일부                                | 평택시 청북읍 | 토진리 |
| 수원군 율북면        | 어연리·황곡·하가천리·율북면 항곡                  | 평택시 청북읍 | 어연리 |
| 수원군 율북면        | 밤뒤·불정·상가천                                  | 평택시 청북읍 | 율북리 |
| 수원군 청룡면        | 신기·가사·옥길                                    | 평택시 청북읍 | 옥길리 |
| 수원군 청룡면        | 오금·무릉리                                       | 평택시 청북읍 | 후사리 |
| 수원군 청룡면        | 강길·설창(+숙성면 대죽동 일부)                    | 평택시 안중읍 | 용성리 |
| 수원군 청룡면        | 덕우리·수촌리                                     | 평택시 안중읍 | 덕우리 |

청북읍은 구한말까지 수원군에 소속되어 있다가 1914년 3월 1일 행정구역개편 당시 청룡면, 율북면, 토진면을 합쳐 ‘청룡면’의 ‘청’자와 ‘율북면’의 ‘북’자를 따서 ‘청북면’으로 칭하면서 진위군에 편입되었다. 2016년 7월 28일자로 청북면에서 청북읍으로 승격되었다.

## 법정리
- 고렴리(古念里)
- 고잔리(高棧里)
- 백봉리(柏峰里)
- 삼계리(三溪里)
- 어소리(魚沼里)
- 어연리(魚淵里)
- 옥길리(玉吉里)
- 율북리(栗北里)
- 토진리(土津里)
- 한산리(閑山里)
- 현곡리(玄谷里): 행정복지센터 소재지.
- 후사리(後寺里)

## 교육
- 청북초등학교 (현곡리)
- 삼덕초등학교 (삼계리)
- 어연초등학교 (어연리)
- 청옥초등학교 (옥길리)
- 평택청아초등학교 (옥길리)
- 청북중학교 (토진리)
- 청옥중학교 (옥길리)
- 청북고등학교

## 주거

### 아파트
- 브라운스톤청북 - 이수건설 / 2017년 10월 입주